# Europäischer Interoperabilitätsrahmen
Der Europäische Interoperabilitätsrahmen (englisch European Interoperability Framework; Abkürzung: EIF) hat das Ziel, die grenz- und sektorübergreifende Interaktion zwischen europäischen Verwaltungen zu erleichtern und deren Zusammenarbeit zu unterstützen und elektronische Dienstleistungen zu ermöglichen.

## Grundlagen
Interoperabilität ist „die Fähigkeit verschiedener und unterschiedlicher Organisationen zur Interaktion zum beiderseitigen Nutzen und im Interesse gemeinsamer Ziele; dies schließt den Austausch von Informationen und Wissen zwischen den beteiligten Organisationen durch von ihnen unterstützte Geschäftsprozesse mittels Datenaustausch zwischen ihren jeweiligen IKT-Systemen ein“ (IT-Planungsrat).
Interoperabilität bildet einen zentralen Aspekt des E-Government. Die Europäische Kommission erarbeitete nach der eGovernment Conference in Como 2003 einen ersten Interoperabilitätsrahmen (European Interoperability Framework v1.0) für die Umsetzung dieser Ziele im Rahmen des Programms Interoperable Delivery of European eGovernment Services to public Administrations, Businesses and Citizens (IDABC).
Im Rahmen der Digitalen Agenda für Europa wurden die E-Government-Aktionspläne 2011–2015 und 2016–2020 erarbeitet. Der Aktionsplan 2011–2015 enthielt zwei Anlagen, die Europäische Interoperabilitätsstrategie (EIS) und das Europäische Interoperabilitätsrahmenwerk als die beiden „Schlüsseldokumente“ in Bezug auf die Förderung der Interoperabilität. Im März 2017 veröffentlichte die Europäische Kommission neue Leitlinien für digitale öffentliche Dienste und eine überarbeitete Umsetzungsstrategie als Teil des Europäischen Interoperabilitätsrahmens. Im Oktober 2017 haben die Minister für E-Government der EU- und der EFTA-Staaten die Tallinn-Deklaration unterzeichnet, die an die EU-Institutionen (wie das Europäische Parlament, die Kommissionen und weitere) appelliert, das EIF bis Ende 2021 umzusetzen, insbesondere die grenzübergreifenden Dienste im digitalen Binnenmarkt (englisch Digital Single Market; Abk. DSM).

## Inhalt des EIF

### Ziele
Das EIF verfolgt folgende Ziele:
- Zusammenarbeit der öffentlichen Verwaltungen auf europäischer Ebene
- direkter Informationsaustausch der EU-Mitgliedstaaten
- effiziente und effektive grenzübergreifende elektronische Behördendienste anbieten
- Zusammenarbeit zwischen Verwaltungen und Bürgern schaffen

Den ersten Sektor nennt man Government to Government (G2G), den letzteren Government to Citizens (G2C). Entsprechendes gilt auch für Government to Business (G2B) in Bezug auf Unternehmen.
Daneben soll das EIF den europäischen digitalen Binnenmarkt fördern. Hauptsächlich soll es als Treiber agieren, um die Grundlagen für die elektronischen Dienste der Mitgliedstaaten zu fördern. Diese Maßnahme, moderne elektronische Dienste vor Ort zu entwickeln, soll Europa von dominanten internationalen Lösungen unabhängiger machen, und die europäischen Sicherheitsvorstellungen forcieren.

### 25 Empfehlungen des EIF
Das EIF stellt für die Umsetzung 25 Empfehlungen auf. In nationalen und regionalen Interoperabilitätsrahmen soll ein Umfeld entstehen, damit die europäischen öffentlichen Dienste leichter einzurichten sind.
Diese Umsetzung erfolgt durch das ISA-Programm (Interoperability Solutions for European Public Administrations).
Die 25 Empfehlungen des EIF sind in folgende Kategorien gegliedert:
Grundprinzipien für europäische öffentliche Dienste
die Grundprinzipien des EIF beinhalten z. B. die Nutzerzentrierung, die Barrierefreiheit, die Mehrsprachigkeit und die IT-Sicherheit.
Konzeptmodell für öffentliche Dienste
das Konzeptmodell sieht vor, dass komplexe Dienste aus detaillierten Diensten zusammengesetzt werden. Die Daten dieser Dienste werden aus Basisregistern gezogen.
Interoperabilitätsebenen
rechtliche Ebene
definiert die rechtlichen Grundlagen eines Datenaustauschs (E-Government-Recht)
organisatorische Ebene
die für den Datenaustausch notwendigen Geschäftsprozesse
inhaltliche Ebene
beschreibt den Wert der ausgetauschten Daten
technische Ebene
die erforderlichen technischen Systeme und Standards, die für den Datenaustausch notwendig sind
Interoperabilitätsvereinbarungen
Hierbei geht es um die Nutzung existierender Standards für das Herstellen der Interoperabilität in den oben genannten vier Ebenen.
Interoperabilitäts-Governance
Interoperabilitäts-Governance beschreibt die Steuerung der Interoperabilitätsvorhaben in einem Mitgliedsstaat.

## Kritik
Der Rahmenplan propagiert eine weitreichende Verwendung offener Standards. Das wurde seinerzeit im ersten Entwurf von der Business Software Alliance (BSA), einer Lobby-Group von Softwareherstellern, heftig kritisiert. Diese sahen sich in ihren kommerziellen Interessen für das Angebot maßgeschneiderter Lösungen für Behörden zurückgesetzt. Die EU ging auf diese Kritik im Plan nicht ein, außer dass das Wort “standard” (die BSA sah sich bedroht, dass ihre proprietären Industriestandards nicht anerkannt würden) durch die weitreichendere Formulierung “formalized specification” ersetzt wurde.
Auch die zweite Fassung von 2010
geriet in die Kritik, diesmal aber durch die Gegenseite.
Zum einen wurde dasselbe bemängelt, wie dann später auch um die Freihandelsabkommen CETA und TTIP, nämlich die Verhandlungen im Geheimen – und das, obschon die Kommission explizit das Grundprinzip Transparenz (Nr. 7) neu aufgenommen hatte.
Zum anderen wurde aber kritisiert, dass der Begriff der Offenheit (Openness) weiter abgeschwächt worden war,
und auch relativiert (“Therefore, European public administrations should aim for openness, taking into account needs, priorities, legacy, budget, market situation and a number of other factors,” was de facto alle anderen Optionen auch offenließe).
Dies wurde seinerzeit als Indiz gedeutet, wie stark die Europäische Kommission unter Barroso dem Druck von Lobby-Organisationen nachgibt.
Institutionen wie das unternehmensnahe OpenForum Europe sahen die Neufassung aber durchaus positiv.
Da die Version 2.0 insgesamt deutlich weniger detailliert gehalten ist als die Version von 2004,
und es sich nur um eine unverbindliche Empfehlung handelt, ist anzunehmen, dass die Kommission es als Kompromiss den Staaten und nationalen Umsetzungen der Interoperabilitätspläne (NIFs) überlässt, die Frage freie Software/FRAND/proprietäre Standards selbst zu entscheiden.
So hatten auch die für eGovernment zuständigen Minister der EU-Mitglieder und Assoziierten in der Declaration on eGovernment (Malmö Ministerial Declaration, 18. November 2009) ihren Wunsch nach Zusammenarbeit geäußert, aber auch klargestellt, mit Unternehmen ebenso zusammenarbeiten zu wollen wie mit NGOs, auch als wirtschaftliche Infrastrukturmaßnahme für den gemeinsamen Markt der EU.
Die Kommission betonte im Papier, dass sie und die Mitgliedstaaten zusammenarbeiten müssen.

## Umsetzung

### Nationales
Die Empfehlung der Kommission sollen in die Nationalen Interoperabilitätsrahmen (NIF) einfließen. Bis 2014 haben Belgien, Bulgarien, Dänemark, Deutschland, Estland, Frankreich, Italien, Kroatien, Lettland, Malta, die Niederlande, Norwegen, Österreich, Polen, Portugal, die Schweiz, Slowakei, Slowenien, Spanien, Ungarn und das UK nationale Rahmenpläne erstellt.

#### Österreich
In Österreich wurde schon mit der E-Government Offensive 2003–2005 mit der Umsetzung der EU-Rahmenpläne begonnen. Dadurch sind heute weitgehend alle Behörden der oberen Ebenen und zahlreiche Gemeinden elektronisch vernetzt. Das Austrian Interoperability Framework (AIF 1.0.0) wurde erst 2014 erstellt, und zwar im Rahmen der E-Government Konferenz von Bund, Ländern und Gemeinden, wie der seitens der EU-Kommission als Empfehlung.
Zu den für den Bürger deutlichsten Einführungen im Kontext der Interoperabilität gehört etwa die Bürgerkarte als elektronischer Ausweis. Bis 2015 genügten auch die entsprechenden Karten in Belgien, Estland, Finnland, Island, Italien, Liechtenstein, Litauen, Portugal, Schweden, Slowenien und Spanien den strengen österreichischen Bestimmungen, sodass die Ausweise dieser Länder jeweils ebenfalls gültig sind (E-Government-Gleichwertigkeitsverordnung). Als weiterer Meilenstein gilt die Volkszählung 2011, die durch die innerösterreichische Vernetzung als reine Registerzählung ohne Bürgerbefragungen effizient und kostensparend abgewickelt werden konnte. Zu den wichtigsten ersten Errungenschaften im Alltag des Government-to-Business-Sektors gehört Finanz online, das heute vollelektronische steuerliche Erklärungen ermöglicht. Die jüngste zentrale Umstellung ist der elektronische Akt (ELAK), der im Behördenweg des Bürgers verwendet wird (One-Stop-Government).

#### Schweiz
In der Schweiz hatte die Bundeskanzlei schon 2006 die Pilotplattform Reference eGov CH (www.cyberadmin.ch) gestartet, um die Interoperabilität zu fördern. Diese wurde 2008 vom Staatssekretariat für Wirtschaft (SECO) übernommen, aber 2015 wieder eingestellt, da „der Pilot gezeigt hat, dass der Ansatz einer zentralen Datenhaltung und -pflege in der föderalen Schweizer Verwaltung kaum umsetzbar ist.“ Die Umsetzung der E-Government-Strategie Schweiz (24. Januar 2007) erfolgt „dezentral aber koordiniert“. Die erste Rahmenvereinbarung wurde vom Bundesrat und von der Plenarversammlung der Konferenz der Kantonsregierungen (KdK) 2007 beschlossen, die zweite per 2012, die dritte folgt für 2016.

### Fachliches
Der Interoperabilitätsrahmen beginnt zunehmend auch in das Europäische Normungswesen einzugehen. So wurde die neue CEN/TR 15449 Geoinformation – Geodateninfrastrukturen (Teil 1: Referenzmodell, 2012) für ein gemeinsames Geoinformationssystem explizit im Bezug auf diesen Rahmen erstellt.